# Archosargus probatocephalus
Espèce
Répartition géographique
Statut de conservation UICN

 LC  : Préoccupation mineure
Le Rondeau mouton (Archosargus probatocephalus) est une espèce de poissons marins de la famille des Sparidés. Il est également appelé spare tête-de-mouton.
Le rondeau mouton peut atteindre 90 cm et peser 9 kg. Il est réputé pour sa chair. On le trouve principalement dans l'océan Atlantique, le long de la côte Est des États-Unis, jusqu’au golfe du Mexique. Il doit son nom à sa bouche, dont la dentition ressemble un peu à celle d'un mouton : outre des incisives à l’avant de la mâchoire, il possède plusieurs rangées de molaires — trois sur la mâchoire supérieure et deux sur la mâchoire inférieure — qui lui permettent de broyer sa nourriture, constituée essentiellement de mollusques et de crustacés.